# Cultura de la cerámica negra pulida norteña
La cultura de la cerámica negra pulida del sur de Asia (entre el 700 y el 200 a. C.) es una cultura de la Edad del Hierro que sucedió a la cultura de la cerámica gris pintada (1200-600 a. C.).
De acuerdo con las numerosas evidencias arqueológicas, empezó a desarrollarse hacia el 700 a. C. (fines del periodo védico) y llegó a su apogeo entre el 500 y el 300 a. C., durante el auge del Imperio mauria.
Algunos estudiosos han notado similitudes entre la cultura de la cerámica negra pulida norteña y la antiquísima cultura del valle del río Indo (3300-1300 a. C.; con centro en las ciudades de Mojensho Daro y Jarapa):
- los peines y dados de marfil,
- un sistema parecido de pesos,
- el uso de ladrillos de barro cocido y piedras en la arquitectura,
- la construcción de edificios de arquitectura pública,
- el desarrollo de sistemas de transporte de agua
- artesanías similares.[1]

Sin embargo hay también algunas diferencias importantes entre las dos culturas, por ejemplo la importancia del cultivo de arroz, mijo y sorgo.
La cultura de la cerámica negra pulida norteña podría reflejar la primera organización estatal en el sur de Asia.
Casi todos los sitios arqueológicos de esta cultura se han encontrado en la actual República de Bangladés y en el estado de Bengala Occidental (India): en Mahasthangarh, Chandraketugarh, Wari-Bateshwar, Bangarh y Mangalkot.